# Батуровка (Красногорский район)
Батуровка — деревня в Красногорском районе Брянской области России. Входит в состав Красногорского городского поселения.

## География
Деревня находится в западной части Брянской области, в зоне хвойно-широколиственных лесов, в пределах восточной окраины Полесской низменности, при автодороге 15К-426, на расстоянии примерно 8 километров (по прямой) к северо-востоку от посёлка городского типа Красная Гора, административного центра района. Абсолютная высота — 143 метра над уровнем моря.
Согласно Распоряжению Правительства РФ "Об утверждении перечня населенных пунктов, находящихся в границах зон радиоактивного загрязнения вследствие катастрофы на Чернобыльской АЭС"
Зона проживания с правом на отселение
- Красногорское городское поселение деревня Батуровка

### Климат
Климат характеризуется как умеренно континентальный. Среднегодовая многолетняя температура воздуха составляет 10 °С. Средняя температура воздуха самого тёплого месяца (июля) — 23,9 °C (абсолютный максимум — 32 °C); самого холодного (января) — −3,8 °C (абсолютный минимум — −25 °C). Безморозный период длится в среднем 170—190 дней. Среднегодовое количество атмосферных осадков составляет 550—600 мм.

### Часовой пояс
Деревня Батуровка, как и вся Брянская область, находится в часовой зоне МСК (московское время). Смещение применяемого времени относительно UTC составляет +3:00.

## История
Упоминается с середины XVIII века как владение Киево-Печерской лавры, в составе Попогорской волости (на территории Новоместской сотни Стародубского полка); казачьего населения не имела. С 1782 по 1921 в Суражском уезде (с 1861 - в составе Заборской волости); с 1921 в Клинцовском уезде (та же волость), с 1929 в Красногорском районе. В конце XIX века была открыта школа грамоты. С 1919 по 2005 - центр Батуровского сельсовета. В середине XX века - колхоз "Страна Советов"; действовали ветпункт, пункт бытового обслуживания, сельская библиотека (с 1954).

## Население
| 2010 | 2013 |
| ---- | ---- |
| 123  | ↗190 |

### Национальный состав
1740 человек (1997), в национальной структуре населения русские составляли 99 % из 166 человек (2002).